# Parti populaire conservateur (république de Weimar)
Pour les articles homonymes, voir Parti populaire conservateur (homonymie).
Le Parti populaire conservateur (KVP) (issu de l'Association conservatrice du peuple) était une scission né en juillet 1930 du Parti populaire national allemand (DNVP). Il ne fut qu'un petit parti numériquement insignifiant, mais était représenté dans les gouvernements nationaux de Heinrich Brüning (1930-1932).
Il rassemblait les conservateurs fidèles au système de gouvernement républicain, qui refusaient de suivre les positions du nouveau président du DNVP, Alfred Hugenberg, qui se rapprochait de l'extrême-droite et du NSDAP.

## Nom
Le terme conservateur populaire a apparemment été utilisé pour la première fois par Hermann Ullmann en 1926. Il désignait les conservateurs, de confession catholique et protestante, qui suivaient une ligne sociale-chrétienne, et étaient opposés à la droite nationaliste.
Au cours des deux années qui suivirent, le terme devint un nom collectif pour les membres du DNVP qui s'opposaient au virage à droite du parti en 1928, et souhaitaient poursuivre leur coopération antérieure avec le Zentrum. Le terme peut également être trouvé dans un essai de Walther Lambach, « Monarchisme », de 1927. Il y déclarait que le DNVP ne devait pas être un parti simplement monarchiste, mais plutôt un « parti populaire conservateur d’entraide ».
Le terme était mal vu parmi les membres plus âgés du DNVP, tels que Kuno von Westarp, ou dans la Kreuzzeitung.
Ce journal, en 1930, écrivait que le nom d'Association populaire conservatrice affaiblissait le terme précis de conservateur . Ullmann a défendu le nouveau terme, car, selon lui, conservateur ne devait plus jamais être compris comme synonyme de réactionnaire. Erasmus Jonas établit, dans une étude de 1965, que le mouvement ne différait de la CDU d'après-guerre que par le fait qu'il voyait encore une différence entre conservateur et libéral. Pour le reste, c’était déjà un parti homogène idéologiquement.

## Histoire

### Formation du parti
En 1928, Alfred Hugenberg évince le comte Westarp de ses fonctions de président du DNVP. Les politiques qu'il applique, en particulier sa défense du référendum contre le Plan Young et la collaboration avec le NSDAP, sont très vite mal vues.
Lorsque le projet de « Loi contre l'esclavage du peuple allemand », issu du référendum, fut soumis au vote au Reichstag, une vingtaine de députés DNVP refusèrent de soutenir Hugenberg. Celui-ci répondit en les expulsant du parti. Gottfried Treviranus et d'autres députés quittèrent le DNVP immédiatement. Le comte Westarp démissionna de la présidence du groupe. Certains dissidents ont rejoint le Service populaire chrétien-social, d'autres le Parti chrétien-national des paysans et des fermiers.
Le 28 janvier 1930, un groupe dirigé par Treviranus et Lambach forma un nouveau groupe parlementaire, appelé l'Association populaire conservatrice, lors d'une réunion dans un manoir en Prusse. La fondation officielle avait déjà eu lieu la veille. Initialement, l'association n'était pas censée être un parti, mais simplement rassembler des personnes partageant les mêmes idées dans le DNVP.
Il était clair dans les déclarations des dirigeants de ce groupe que son but était, soit de faire retourner le DNVP à ses positions initiales, soit, en cas d'échec, de créer avec d'autres forces conservatrices un nouveau grand parti de droite.
Quelques mois plus tard, la même année, des divisions se produisirent à nouveau au sein du DNVP, en raison de l'attitude à l'égard du gouvernement de Heinrich Brüning. Un groupe autour de Westarp l'a quitté à son tour. Ce groupe, et l'Association populaire conservatrice ont ensuite fusionné pour former le « Parti populaire conservateur ».

### 1930-1932
Le parti a soutenu la politique de centre-droit de Brüning. Treviranus lui-même fut ministre de mars 1930 à mai 1932, et donna ainsi au parti un poids qui dépassait de beaucoup ses effectifs. Avec le limogeage de Brüning, le mandat de Treviranus en tant que ministre prit fin, et avec lui la participation du KVP au pouvoir politique. Le KVP ne se présenta pas aux élections du Reichstag de juillet 1932.

### Extra-parlementaire
Sous le cabinet présidentiel qui a suivi Brüning, le KVP n'était plus représenté au Parlement. Les conservateurs populaires regardaient le gouvernement de Franz von Papen (cabinet Papen) avec un scepticisme attentiste. Ils s'attendaient à une période de réaction à plus long terme, critiquaient les coupes dans l'assurance-chômage et la politique étrangère peu diplomatique de Papen. Cependant, le KVP a salué le coup d'état contre la Prusse.
Le KVP a ensuite considéré plus favorablement le gouvernement de Kurt von Schleicher (à partir de décembre 1932). Même si aucun lien n'a été établi avec lui, le parti s'en est rapproché lorsqu'il est revenu à la politique de Brüning. La réconciliation de Brüning et Groener avec Schleicher y a également contribué. Le 17 décembre 1932, Dähnhardt estimait que Schleicher était la seule alternative à Hitler. Ce faisant, il a souscrit à l'avis de l'influent Syndicat national allemand des employés commerciaux, qui préconisait une coalition entre les nationaux-socialistes et le Zentrum.
Les conservateurs populaires considéraient Adolf Hitler et son programme avec incertitude. Il ne comprenaient pas exactement ce que signifiait un terme comme Troisième Reich . Le 18 février 1933, alors qu'Hitler était déjà chancelier, la Voix conservatrice du peuple, organe du parti, déclarait qu'une expérience fasciste ne pourrait pas durer longtemps.
La crise du KVP s'est manifestée clairement, dans le fait que des recommandations contradictoires ont été émises pour l’élection législative de mars 1933. Le parti à appelé au vote à la fois pour le Service populaire chrétien-social et pour l'alliance du Front de Combat Noir-Blanc-Rouge, un cartel électoral conçu autour du DNVP et du Stahlhelm et allié au NSDAP.
À partir du 31 mars 1933, la Voix conservatrice du peuple ne parait plus, faute d'argent. Le 1er mai 1933, Heinz Dähnhardt détruisit les archives du parti. Comme tous les autres partis restants, le KVP fut légalement dissous le 14 juillet 1933. Treviranus s'enfuit à l'étranger après la nuit des longs couteaux.

## Programme
Le Parti populaire conservateur a appelé à la fin du « système de gouvernement des masses informes, grâce à une structure étatique qui correspond au développement historique et à la structure naturelle de notre peuple ». Cela signifiait un changement constitutionnel.
Dans son manifeste électoral de 1930, le KVP s'est prononcé en faveur d'une politique étrangère nationale, mais plutôt modérée, en appelant à la révision des « charges du tribut » (les réparations de la Première Guerre mondiale), de « la liberté de vote pour Eupen-Malmedy », le retour de la région de la Sarre à l'Allemagne, et une rectification des frontières de l'est. En termes de politique intérieure, le parti souhaitait une réforme non précisée des attributions du Reich et des États, un renforcement de l'autonomie locale, et une protection accrue des « serviteurs de l'État ». Au lieu de « l’élection d’un parti et d’un programme », il faudrait introduire une « élection de la personne ».
Sur le plan économique, le KVP souhaitait voir un « marché viable » et une industrie indépendante qui devait être protégée, à la fois contre la concurrence étrangère, et les tendances aux nationalisations. La culture subventionnée par l’État devait « se conformer aux principes du salut chrétien et aux enseignements moraux ».

## Ouvrages
- Walter Tormin : Histoire des partis allemands depuis 1848. 2e édition révisée. Kohlhammer, Stuttgart et coll.
- Erasmus Jonas : Les Conservateurs populaires 1928-1933. Objectifs de développement, de structure, de localisation et de politique de l'État (= contributions à l'histoire du parlementarisme et des partis politiques. Vol. 30). Droste, Düsseldorf 1965.